# کریستین گودگاست
کریستین گودگاست (به انگلیسی: Christian Gudegast) (زاده ۹ فوریه ۱۹۷۰) نویسنده و کارگردان آمریکایی است.

## فیلمشناسی
- یک مرد تنها (۲۰۰۳-نویسنده)
- لندن سقوط کرده است (۲۰۱۶-نویسنده)
- کمینگاه دزدان (۲۰۱۸-نویسنده و کارگردان)
- کمینگاه دزدان ۲ (۲۰۲۴-نویسنده و کارگردان)[۲]